# Cremnomymar fernandezi
Cremnomymar fernandezi is een vliesvleugelig insect uit de familie Mymaridae. De wetenschappelijke naam is voor het eerst geldig gepubliceerd in 1952 door Ogloblin.